# Melanotrichia taiwanensis
Melanotrichia taiwanensis är en nattsländeart som beskrevs av Li-Peng Hsu och Chin-Seng Chen 1996. Melanotrichia taiwanensis ingår i släktet Melanotrichia och familjen Xiphocentronidae. Inga underarter finns listade i Catalogue of Life.